# Borovići
Borovići är en ort i Bosnien och Hercegovina.   Den ligger i entiteten Federationen Bosnien och Hercegovina, i den sydöstra delen av landet, 50 km sydost om huvudstaden Sarajevo. Borovići ligger 750 meter över havet och antalet invånare är 201.
Terrängen runt Borovići är huvudsakligen kuperad, men åt sydost är den bergig. Närmaste större samhälle är Goražde, 10,6 km öster om Borovići. 
I omgivningarna runt Borovići växer i huvudsak lövfällande lövskog. Runt Borovići är det ganska tätbefolkat, med 67 invånare per kvadratkilometer.